# Ace File 日本真白化計画
Ace File 日本真白化計画（エースファイル にっぽんまっしろかけいかく）は、文化放送で2000年4月3日から2001年3月29日で放送されていたラジオ番組。

## 概要
- タイトルの『日本真白化計画』とは、Ace Fileのイメージカラーが白（シングルのタイトルにも『白い風』『WHITE STATION』というものがあった）だったことから。
- パーソナリティは女性4人組アイドルユニット、Ace File。この番組では週ごとに替わるクイズ、ゲーム、リスナーとの電話などの“ミッション”（企画）に4人が挑戦、実行していた（普通のお便り紹介もミッションということになっていた）。
- 4人の明るいしゃべりがそのまま売りの番組でもあり、その中で工藤あさぎがまとめ役として番組を進行することが多かった。
- Ace Fileの活動予定、番組からの告知などをする『日本真白化ファイル』というコーナーが番組の後半に存在した。
- エンディングは『今週のミッション、これにて終了～!』というのが通例だった。
- スポンサーは当初はハドソンの一社、途中から同社の子会社である未来蜂歌留多商会が加わった。

## パーソナリティ
- Ace File
  - 吉川茉絵
  - 奈良沙緒理
  - 久志麻理奈
  - 工藤あさぎ
- ナレーション：太田英明 （文化放送アナウンサー。ミッション担当で、Ace Fileの4人とは別の録音出演。）

## 放送時間
- 毎週月曜日 19:30 - 20:00（2000年4月3日 - 2000年9月）
- 毎週木曜日 21:00 - 21:30（2000年10月 - 2001年3月29日）